# Brandenbourg
Brandenbourg (Luxemburgs: Branebuerg, Duits: Brandenburg) is een plaats in de gemeente Tandel en het kanton Vianden in Luxemburg. Brandenbourg telt 188 inwoners (2001). De plaats wordt gedomineerd door een burchtruïne.
Bastendorf · Bettel · Brandenbourg · Fouhren · Hoscheidterhof · Landscheid · Longsdorf · Selz · Tandel · Walsdorf

Luxemburgse gemeenten · Kanton Vianden · Luxemburg